# Газизов, Роберт Хакимович
Роберт Хакимович Газизов (баш. Роберт Хәким улы Ғәзизов, род. 25 сентября 1939 года )  — советский башкирский (ныне американский) композитор, педагог, музыкально-общественный деятель.  Заслуженный деятель искусств БАССР (1987).  Член Союза композиторов (1974).  Председатель правления Союза композиторов РБ (1978—1992).

## Биография
Родился 25 сентября 1939 года в Уфе.
В 1962 окончил Уфимский авиационный институт,  работал инженером на заводе в Уфе,  затем преподавателем Уфимского нефтяного института.   В 1968—1970 годах  учился на заочном отделении Казанской консерватории (педагог А.С.Леман).
В 1973 году окончил  заочное отделение УГИИ (педагог З.Г.Исмагилов).
По окончании института работал  зав. музыкальной частью Республиканского русского драматического театра. В 1968—1973 годах преподавал в Уфимском училище искусств.
С 1976 года работал  секретарем, в 1978—1992 годах - председателем правления Союза композиторов РБ.  С 1979 года - секретарь правления Союза композиторов РСФСР.
С 1995 года живёт и работает в США, много путешествует по миру. Выступает как автор и исполнитель своих песен.
Творчество характеризуется многообразием жанров и тематики, использованием приёмов композиторской техники (алеаторики, сонористики, полистилистики). Живя за рубежом, сочиняет  электронную музыку в стиле «техно».
Был организатором Фестиваля музыки композиторов Поволжья и Урала, Всеросоюзного конкурса исполнителей эстрадной песни «Агидель» (с 1990), республиканских фестивалей старинной и современной музыки.

## Награды, звания, премии
- Премия им. Г.Саляма (1984)
- Орден «Знак Почёта» (1986)
- Заслуженный деятель искусств БАССР (1987).

## Основные произведения
Симфонии (1980, 1987, 1994), симфоническая поэма «Памяти героев» (1985);
Концерты для скрипки (1987),  для фпейты с оркестром (1988, 1989), для симфонического оркестра (1986, 1990), для эстрадно-симфонических оркестров (1981);
Оратории «В дороге — ноги... В песне — думы...» (1974) на стихи М. Карима (пер. с баш. Е. М. Николаевской), «Я твой сын, Комсомол!» (1978) на стихи В. Г. Татаринова;
Хоровые циклы на стихи Ш. Анака (1973);
Камерно-инструментальная музыка:  4 струнных квартета, Кончерто гроссо для фпейты и струнных, сонаты для фпейты, скрипки;
Пьесы для органа, флейты;
Балет «Али-баба и сорок разбойников» (1975, либретто Р. А. Бикчентаева и И. Х. Хабирова);
Оперы для детей «Марстың осоуы» (1985, «Полёт Марса»; либретто С. Алибая);
Мюзикл «Аэлита» (1992, либретто Б. В. Заболоцких);
Музыка к драматическим спектаклям «Бәхтегәрәй» (1979, «Бахтигарей») А. М. Мирзагитова, «Диктаторға ат бирегеҙ!» (1981, «Коня диктатору!») М. Карима, «Мамаша Кураж и её дети» (1976) Б. Брехта и др.;
Музыка  к телевизионным фильмам «Дорога в горах» (1975), «Я по земле иду» (о М. Кариме; 1976), «Молодой человек из приличной семьи» (1987), к к/ф «Карта для Петра», «Тайна золотой горы» (оба — 1984) и др.;
Эстрадные песни «Аҡ ҡайындар» («Белые берёзы») на стихи М. Гали, «Мөхәббәт йондоҙо» («Звезда любви») на стихи М. Сиражи, «Мин — бер тамсы» («Я — одна капля») на стихи У. К. Киньябулатова, «Теплый дождь», «День в сентябре», «Ожидание любви»;
Мюзикл “Эдвард”;
Инструментальная музыка: «Осенний дождь», "Эти широкие степи", "Не забудь этот день", "По дороге домой", "Последнее свидание", "Бесполезный разговор", "Уходя оглянись", "Все как в начале", "Ветер дальних странствий" и др.